# Mirosław Maliszewski
Mirosław Wojciech Maliszewski (ur. 28 lutego 1968 w Warszawie) – polski polityk, sadownik i samorządowiec, poseł na Sejm V, VI, VII, VIII, IX i X kadencji.

## Życiorys
W 1996 ukończył studia w Szkole Głównej Gospodarstwa Wiejskiego w Warszawie. W 1994 zajął się prowadzeniem gospodarstwa sadowniczego, w 2002 objął funkcję prezesa Związkowi Sadowników RP. W latach 2002–2004 był przewodniczącym rady powiatu grójeckiego, następnie do 2005 pełnił funkcję starosty. W wyborach parlamentarnych w 2005 został wybrany na posła V kadencji z ramienia Polskiego Stronnictwa Ludowego. Startując wówczas z 9. miejsca na liście PSL w okręgu radomskim, zdobył 6954 głosy. W wyborach w 2007 po raz drugi uzyskał mandat poselski, otrzymując 11 614 głosów. W wyborach w 2011 z powodzeniem ubiegał się o reelekcję, dostał 9815 głosów.
W 2013 po wpłynięciu do Sejmu stosownego wniosku Mirosław Maliszewski zrzekł się immunitetu. Prokurator przedstawił mu zarzut podrobienia podpisu żony przy składaniu wniosku o dopłaty bezpośrednie z Unii Europejskiej, a w październiku tego samego roku skierował akt oskarżenia. W kwietniu 2014 Sąd Rejonowy w Grójcu skazał posła, nieprzyznającego się do sprawstwa, nieprawomocnym wyrokiem na karę sześciu miesięcy pozbawienia wolności z warunkowym zawieszeniem na dwuletni okres próby. Na skutek apelacji obu stron Sąd Okręgowy w Radomiu we wrześniu tegoż roku uchylił wyrok sądu I instancji i sprawę przekazał do ponownego rozpoznania. W 2015 przy ponownym rozpoznaniu sprawy został skazany na karę grzywny.
W 2015 i 2019 był ponownie wybierany do Sejmu, otrzymując odpowiednio 7959 głosów oraz 12 752 głosy. W wyborach w 2023 z powodzeniem ubiegał się o poselską reelekcję z ramienia koalicji Trzecia Droga (z wynikiem 17 857 głosów). W Sejmie X kadencji został przewodniczącym Komisji Rolnictwa i Rozwoju Wsi.

## Życie prywatne
Żonaty (żona Anna), ma dwoje dzieci.